# Euchromius subcambridgei
Euchromius subcambridgei là một loài bướm đêm trong họ Crambidae.